# Манастир Марије Петрушке
Марија Петрушка је некадашњи манастир посвећен светој Марији Благој или Огњеној Марији, који се налазио испод тврђаве Петрус, код села Забреге, недалеко од Параћина. Био је подигнут на заравњеном делу литице у кањону Црнице, а данас се на том месту налазе рушевине цркве у Моравском стилу (триконхоналне основе) и две грађевине, са по пет просторија. Марија Петрушка је настала у другој деценији XV века, а запустела је или непосредно после пропасти средњовековне Србије 1459. године или 1516. године.
Остаци манастира Марије Петрушке се данас налазе под заштитом Републике Србије, као споменик културе од великог значаја, у склопу заштићене споменичке целине Петрушка област.

## Марија Петрушка
Манастир је подигнут у другој деценији XV века, на тешко приступачној литици, испод Малог Града тврђаве Петрус. Ово утврђење је било средиште пограничне жупе Српске деспотовине према Османлијама и страдало је 1413. године у налету Бајазитовог сина Мусе. То би могло да објасни неприступачност Марије Петрушке, подигнуте у то доба, пошто је малом платоу на коме је манастир направљен могуће прићи само са југозападне стране, пратећи узводно ток реке Црнице.
Манастирска црква је направљена од облутака вађених из реке и ломљеног камења, уз местимичну употребу сиге. Имала је основу триконхоса, са бочним певницама и ђакониконом и проскомидијом, смештеним у наставку бочних апсида. Над њом се уздизало кубе које није сачувано, а имала је и нартекс, који је био знатно шири од ње. Зидови цркве су очувани највише до висине од 4,12 m и били су споља омалтерисани. Са унутрашње стране су били живописани, али остаци фресака данас нису сачувани. Део фресака је опстао у лунети изнад улаза, али је уклоњен током '60 година XX века.
Западно од рушевина манастирске цркве, налазе се остаци две грађевине. Направљене су, од ломљеног камена, уз саму литицу, а имале су горњи спрат, пошто се у њиховим остацима уочавају удубљења у којима су се налазиле дрвене греде.